# ة
La ta' marbuta (en árabe تاء مربوطة, tāʾ marbūṭa, «ta' ligada») es una variante de la letra ta' que representa al morfema femenino /-at/ de sustantivos y adjetivos cuando es la última letra de una palabra. La letra ta' convencional se denomina, para distinguirla de la ta marbuta, ta maftūḥa, es decir, abierta (en árabe تاء مفتوحة).

## Uso
En árabe moderno representa el sonido final /-a/ y, cuando está en estado constructo, /-at/. Ej.: مَدِينةٌ, madīnatun; مَدِينةُ آلّنبي, madīnatu'n-nabī, «la ciudad del profeta, Medina». Cuando se le añade algún sufijo, la ta' marbuta se cambia en ta'. Ej.: مَدِينَتُهُ, madīnatu-hu, «su ciudad».

### Reglas
La tā' marbuta (tā ligada) es una ligadura entre la consonante "H" (ه hā) con los puntos diacríticos de la consonante "T" (ت tā) para formar una vocal llamada fatha, es decir una /-a/ . Palabras como carta/mensaje (رِسَالَة) se pronuncia risāla. Históricamente, tāʼ marbūṭa se pronunciaba con el sonido /t/ en todas las posiciones, pero ahora el sonido /t/ se elimina en las posiciones de coda.
No obstante, cuando una palabra que termina en tāʼ marbūṭa se sufija con una terminación de caso gramatical o cualquier otro sufijo, la tā' marbuta se pronuncia claramente como una  /t/. Por ejemplo, la palabra رِسَالَة ('carta, mensaje') se pronuncia como risāla en pausa pero se pronuncia risālatun en el caso nominativo (/un/ es la terminación del caso nominativo), risālatin en el caso genitivo ( /in/ del caso genitivo) y risālatan en el caso acusativo ( /an/ del caso acusativo). Cuando se agrega el sufijo posesivo -ī ('mi'), se convierte en risālatī ('mi carta'). La /t/ también siempre se pronuncia cuando la palabra está en estado constructivo (iḍāfa), por ejemplo en Risālat al-Ghufrān ('La Epístola del Perdón').
Cuando las palabras que contienen este símbolo pasan a otros idiomas escritos con alfabeto árabe (como el persa), la ta marbuta generalmente se convierte en una hā ه regular o una tā regular ت.